# Otto Nuschke

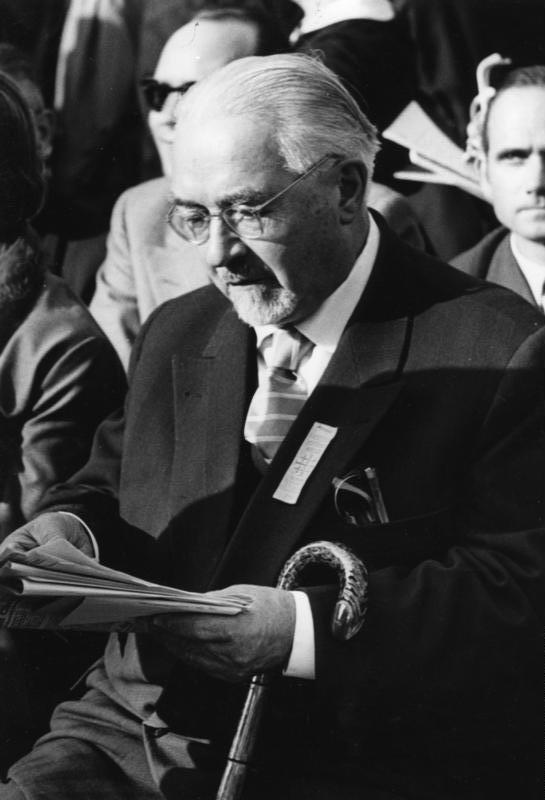
Otto Nuschke (1956).

Otto Nuschke (Frohburg, Sajonia, 23 de febrero de 1883 – Hennigsdorf, 27 de diciembre de 1957) fue un político alemán democristiano. Tras la fundación de la República Democrática Alemana en 1949, se convirtió uno de los vicepresidentes del Consejo de Ministros.

## Biografía
Nació en 1883 en Frohburg, en el entonces Reino de Sajonia.
En sus orígenes se afilió a la liberal Freisinnige Vereinigung (FVg), y en 1910 se convirtió en editor del diario Berliner Tageblatt. Llegó a participar en las elecciones al Reichstag de 1912, en las que resultó derrotado por un candidato antisemita; aunque finalmente las votaciones fueron declaradas inválidas, Nuschke renunció en favor de la candidatura de Friedrich Naumann. Hacia el final de la Primera Guerra Mundial, en 1918-19 tomó parte en la fundación del Partido Democrático Alemán (DDP), partido del que se convirtió en Secretario general en 1931 (entonces bajo la denominación de Partido del Estado Alemán). También se convirtió en miembro de la Reichsbanner Schwarz-Rot-Gold. En 1933, tras el ascenso al poder de los nazis, Nuschke se convirtió en opositor al nuevo régimen, y en 1944, tras el fallido atentado contra Hitler, hubo de pasar a la clandestinidad.
Después de la derrota alemana en la Segunda Guerra Mundial, Nuschke quedó en la zona de ocupación soviética, participando en la elecciones regionales de 1946. Fue uno de los cofundadores de la Unión Demócrata Cristiana (CDU) de la Alemania oriental, partido del que se convertiría líder en 1948. Ese mismo año fue nombrado, junto a Wilhelm Pieck (SED) y Wilhelm Külz (LDPD), presidente del Deutscher Volksrat que redactó la constitución de la República Democrática Alemana (RDA).
Tras la fundación de la República Democrática Alemana en 1949, Nuschke se convirtió en uno de los Vicepresidentes del Consejo de Ministros. En la década de 1950, Otto Nuschke sentó las bases para la normalización de las relaciones Iglesia-Estado en la RDA y dio lugar a intensas negociaciones entre ambas partes. De hecho, en 1951 Nuschke estuvo presente junto con al presidente Wilhelm Pieck en el Kirchentag de Berlín, que se celebró bajo el lema Somos hermanos, y durante el acto se expresó sobre cuestiones de la Iglesia. En 1952, bajo la dirección de Nuschke, la CDU germano-oriental aceptó formalmente la adopción del estatus de «Estado socialista» por el gobierno de la RDA. Durante la Sublevación del 17 de junio de 1953, Nuschke y su conductor fueron secuestrados por manifestantes y llevados hasta el sector norteamericano de Berlín Oeste, donde quedaron bajo custodia policial por varios días antes de ser devueltos al territorio de la RDA.